# بقعه شیخ شهاب‌الدین
بقعه شیخ شهاب الدین مربوط به دوره تیموریان است و در شهرستان ممسنی، بخش رستم ۲، روستای امامزاده میراحمد واقع شده و این اثر در تاریخ ۱۱ دی ۱۳۸۰ با شمارهٔ ثبت ۴۵۴۴ به‌عنوان یکی از آثار ملی ایران به ثبت رسیده است.